# 桐庐博物馆
桐庐博物馆是一座反映桐庐历史文化的综合性县级博物馆，

## 历史
于2004年10月29日建成并正式免费对外开放，被中國国家文物局认定为国家三级博物馆。